# Polyaroidea opposita
Polyaroidea opposita är en tvåvingeart som beskrevs av Hardy 1988. Polyaroidea opposita ingår i släktet Polyaroidea och familjen borrflugor. Inga underarter finns listade i Catalogue of Life.